# Рєзніков Петро Дмитрович
Петро́ Дми́трович Рє́зніков (* 25 січня 1904, Попівка — † 20 вересня 1968) — журналіст і письменник родом з Донеччини. Був членом Спілки письменників СРСР та Спілки письменників України.

## Біографічні відомості
Народився в сім'ї селянина-бідняка. По закінченні сільської школи працював на вугільній шахті в м. Лисичанську коногоном. В 1924 році вступив до комсомолу. Після закінчення Артемівської радпартшколи працював викладачем у школі.
Навчався у Харківському інституті журналістики, а потім в Харківському педагогічному інституті. В 1931 році вийшла перша книга П.Рєзнікова — повість «Прорив». До Другої світової війни працював кореспондентом харківських газет. Під час Німецько-радянської війни був військовим кореспондентом. 1944 року був направлений по завданню Комуністичної партії в Херсон оновлювати літературне життя. Тоді ж став головним редактором офіційної обласної газети «Наддніпрянська правда», колектив якої очолював майже 20 років.
З 1959 року Рєзніков — відповідальний секретар Херсонської філії СПУ, яка нині носить його ім'я. Створив письменницьку організацію Херсонщини, став першим на Херсонщині членом спілки письменників СРСР. Брав участь у багатьох письменницьких з'їздах, дав дорогу в письменництво багатьом херсонським митцям.
У доробку Петра Рєзнікова: повість «Прорив» (1931), у травні 1939 всі примірники вилучаються — «в цій книжці автор охаює всіх робочих залізничників, приписує їм відсталі погляди», романи «Селяни» (1950-57), «Великий перелом»; повісті «Хто винен» (1931) і «Над Дніпровою сагою» (1957); переклади з російської.